# Хили, Дэвид (психиатр)
Дэвид Хили (род. в Рахени, пригороде Дублина) — ирландский психиатр, профессор психологической медицины в Университете Кардиффа, директор Школы психологической медицины Нового Уэльса. Хили известен своими публикациями о влиянии фармацевтической индустрии на медицину и академическую сферу. Основные исследовательские направления Дэвида Хили — когнитивные функции при аффективных заболеваниях, выздоровление после психоза и физическое здоровье людей, страдающих от психических расстройств. Ряд книг Хили посвящён истории развития психофармакологии.

## Публикации
Хили принадлежит ряд публикаций о связи между суицидальностью и приёмом антидепрессантов. По данным метаанализа, осуществлённого Хили, риск суицида был особенно повышен у молодых пациентов и подростков, принимающих антидепрессанты. Этот отчёт привлёк к себе значительное внимание общественности, прежде всего в Великобритании и США. Благодаря метаанализу Хили были проведены дополнительные исследования данной проблемы:111.
Дэвид Хили утверждал также — в частности, в статье, опубликованной в журнале BMJ в 2015 году, — что серотониновая гипотеза (гипотеза о том, что в основе клинической депрессии лежит дефицит серотонина) является «мифом», распространившимся в обществе благодаря активному стремлению фармацевтических компаний и психиатров продвигать на рынок антидепрессанты группы СИОЗС, терапевтический эффект которых в действительности не доказан. Статья Хили вызвала ряд возражений, опубликованных в том же журнале.

## Участие в судебном процессе
Хили выступал на суде (проходившем в американском штате Вайоминг), давая показания о тяжёлых побочных эффектах антидепрессанта группы СИОЗС пароксетина. По результатам судебного заседания было признано, что пароксетин стал основной причиной смерти четырёх человек (убийства Дональдом Шеллом трёх членов своей семьи и его самоубийства).